# Sinopodismoides qianshanensis
Sinopodismoides qianshanensis är en insektsart som beskrevs av Gong, J., Z. Zheng och Yong Shan Lian 1995. Sinopodismoides qianshanensis ingår i släktet Sinopodismoides och familjen gräshoppor. Inga underarter finns listade i Catalogue of Life.